# Prometheus Books
Prometheus Books è una casa editrice fondata nell'agosto del 1969 dal filosofo Paul Kurtz (che fu anche il fondatore del Council for Secular Humanism, del Center for Inquiry e co-fondatore del Committee for Skeptical Inquiry).   Il nome dell'editore deriva da Prometeo, il titano della mitologia greca che rubò il fuoco a Zeus e lo diede all'uomo. Questo atto è spesso usato come metafora del portare conoscenza o illuminazione.  
Prometheus Books pubblica una serie di libri incentrati su argomenti quali scienza, libero pensiero, laicità, umanesimo e scetticismo. Ha pubblicato nella categoria "ateismo" sin dalla sua fondazione nel 1969, ed è considerato il "nonno" dell'editoria sull'ateismo in America. 
La sede centrale si trova ad Amherst, New York, e pubblica in tutto il mondo. Rowman & Littlefield ha acquisito Prometheus Books nel 2019. 
L'editore ha attualmente circa 1.700 libri in stampa,  e pubblica circa 95-100 libri all'anno.  Dalla sua fondazione, la Prometheus Books ha pubblicato più di 2.500 libri. 

## Marchi editoriali
La Prometheus Books ha ottenuto la maggior parte dei libri e dei manoscritti della Humanities Press International nel 1998.   Ha sviluppato e ampliato questo catalogo trasformandolo in un marchio editoriale chiamato Humanity Books. Con questo marchio pubblica lavori accademici che spaziano in un ampio spettro di discipline umanistiche ed è ora distribuito dalla divisione accademica di Rowman & Littlefield. 
Nel marzo 2005, la Prometheus Books ha lanciato il marchio di fantascienza e fantasy Pyr.  Nell'ottobre 2012 ha lanciato il marchio di narrativa poliziesca Seventh Street Books.  Nel 2018 li ha venduti entrambi. 

## Cause legali
Prometheus è stato coinvolta in due cause per diffamazione.  Nel 1992 Uri Geller ha citato in giudizio Victor J. Stenger e Prometheus Books per diffamazione a causa del suo libro Physics and Psychics .  La causa fu respinta e Geller fu costretto a pagare più di 20.000 dollari di spese al convenuto.  Geller ha anche citato in giudizio Prometheus per aver pubblicato The Truth About Uri Geller  di James Randi, un libro che ha definito diffamatorio.  

## Partnership e vendita
Nel 2013 Prometheus Books ha stretto una partnership con Random House nel tentativo di aumentare le vendite e la distribuzione. 
Nel 2019 è stata acquisita da Rowman & Littlefield,   e Random House ha cessato le vendite e la distribuzione dei suoi titoli a partire dal 30 giugno 2019.  Il suo edificio è stato venduto all'inizio del 2019 per oltre 1 milione di dollari. 